# جارود باركر
جارود باركر (بالإنجليزية: Jarrod Parker)‏ هو لاعب كرة قاعدة أمريكي، ولد في 24 نوفمبر 1988 في فورت واين في الولايات المتحدة.

## وصلات خارجية
- جارود باركر على موقع دوري كرة القاعدة الرئيسي (الإنجليزية)
- جارود باركر على موقعبيزبول رفرنس.كوم (الدوري الرئيسي) (الإنجليزية)
- جارود باركر على موقعبيزبول رفرنس.كوم (الدوري الثانوي) (الإنجليزية)
- جارود باركر على موقع إي إس بي إن.كوم (أم.أل.بي) (الإنجليزية)
- جارود باركر على موقع مشجعي الرسوم البيانية (الإنجليزية)